# UIC车厢编号

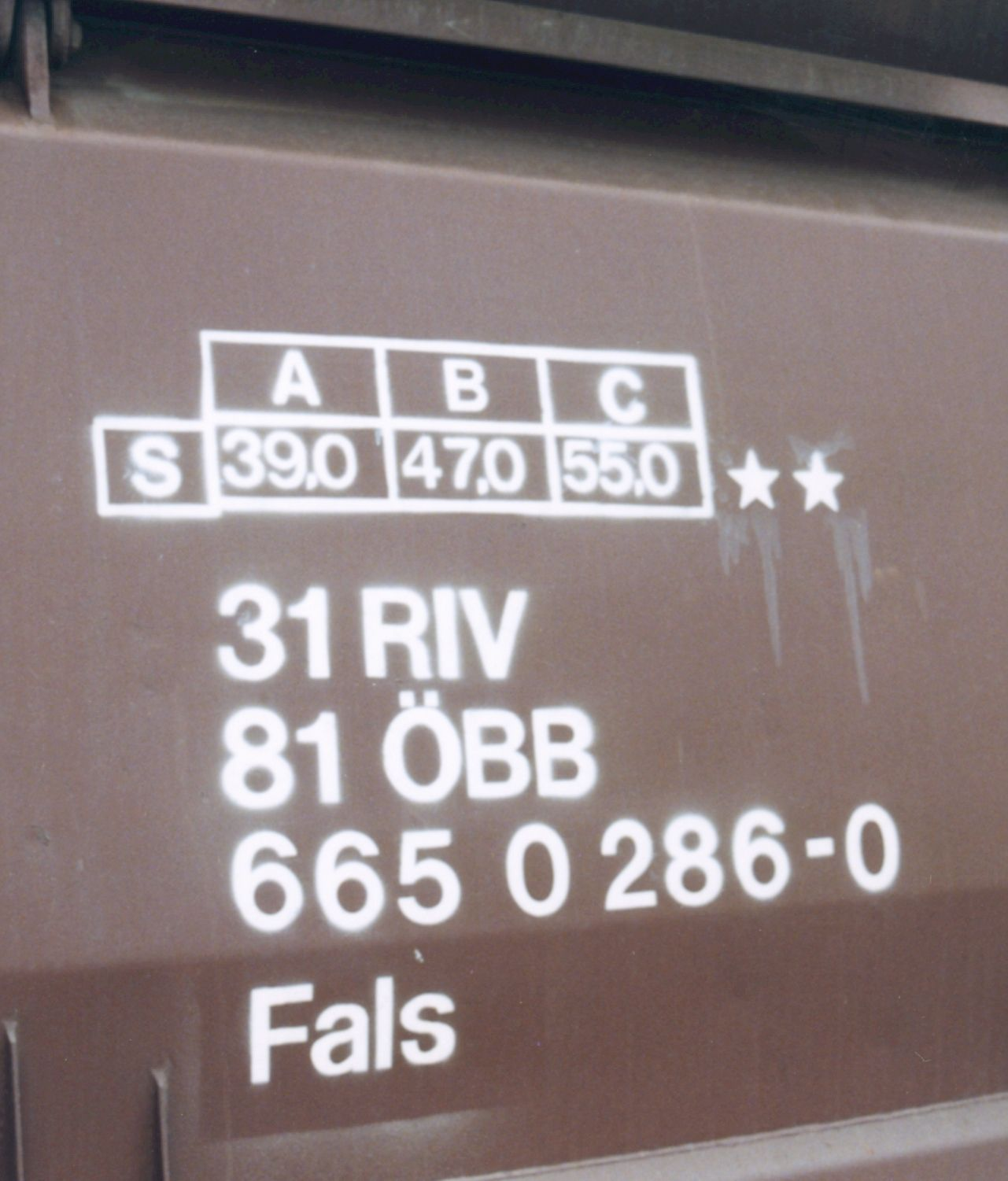
奥地利联邦铁路的F型特种敞车

UIC车厢编号是铁路货车及客车的唯一区分标识，它包含用于铁路运输的重要密钥数据。车厢编号由国际铁路联盟（UIC）指定，并构成了铁路运输企业、铁路基础设施企业以及相关政府机构之间的共同语言。
一套完整的UIC车厢编号包含有12位数字，在此情况下，车厢编号的的单位数字通常具有以下含义：
- 第一及第二位数字：铁路车辆交换程序代码（德语：Kode für das Austauschverfahren）（动力车辆车辆显示型号代码（德语：UIC-Kennzeichnung der Triebfahrzeuge））
- 第三及第四位数字：铁路车辆持有人代码（德语：Kode für das Eigentumsmerkmal）（自2007年起为UIC国家代码（德语：UIC-Ländercode））
- 第五至第八位数字：类别代码
- 第九及第十一位数字：运营编号
- 第十二位：自校验码

## 交换代码

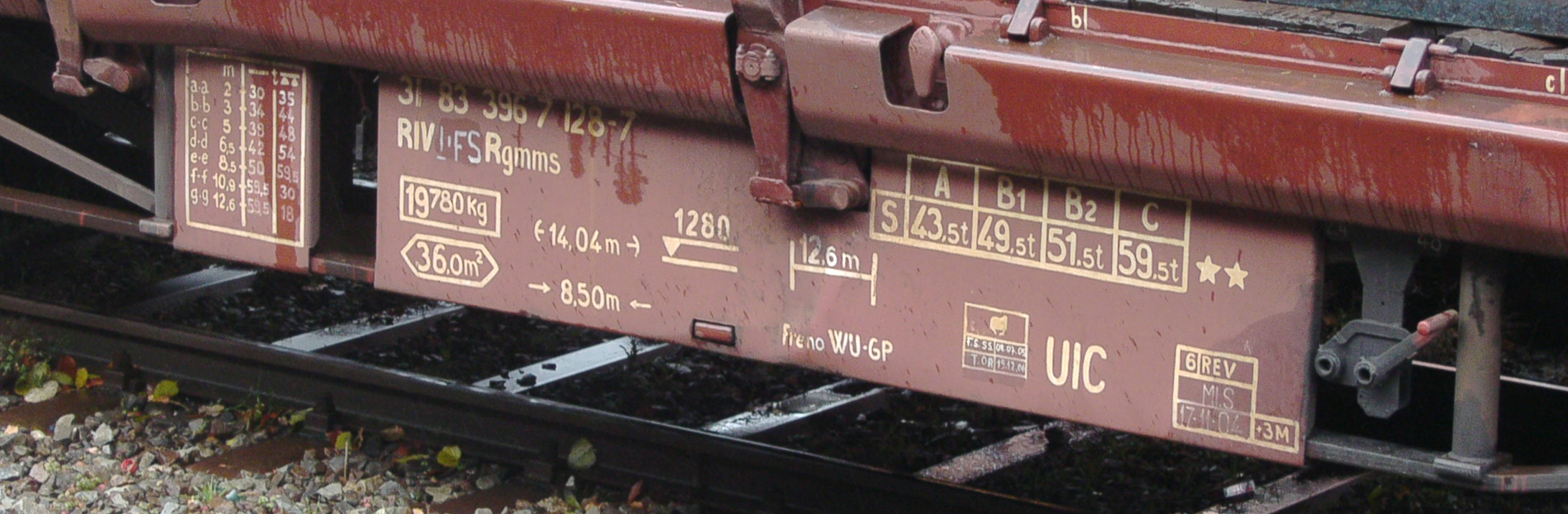
Rgmms类别敞车

交换代码是自1964年起显示在铁路车厢侧壁上12位车厢代码的第一位和第二位。它由国际铁路联盟及铁路合作组织对各自的成员国铁路进行规管。

## 国家代码
国家代码用于确定一个车辆的原产国（包含几乎所有国家铁路）。车辆持有者会通过一个后置的字母代码进行标记。在2006年初，车厢编号的编码已发生变更。

## 类别代码
类别代码，即车厢编号的第五至第八位数字，它包含了UIC的分类标记以及单个车辆的技术特点。UIC分类标记应由一个“类别字母”（大写）以及一个或多个“标记字母”（小写）共同组成。

### 铁路货车类别代码

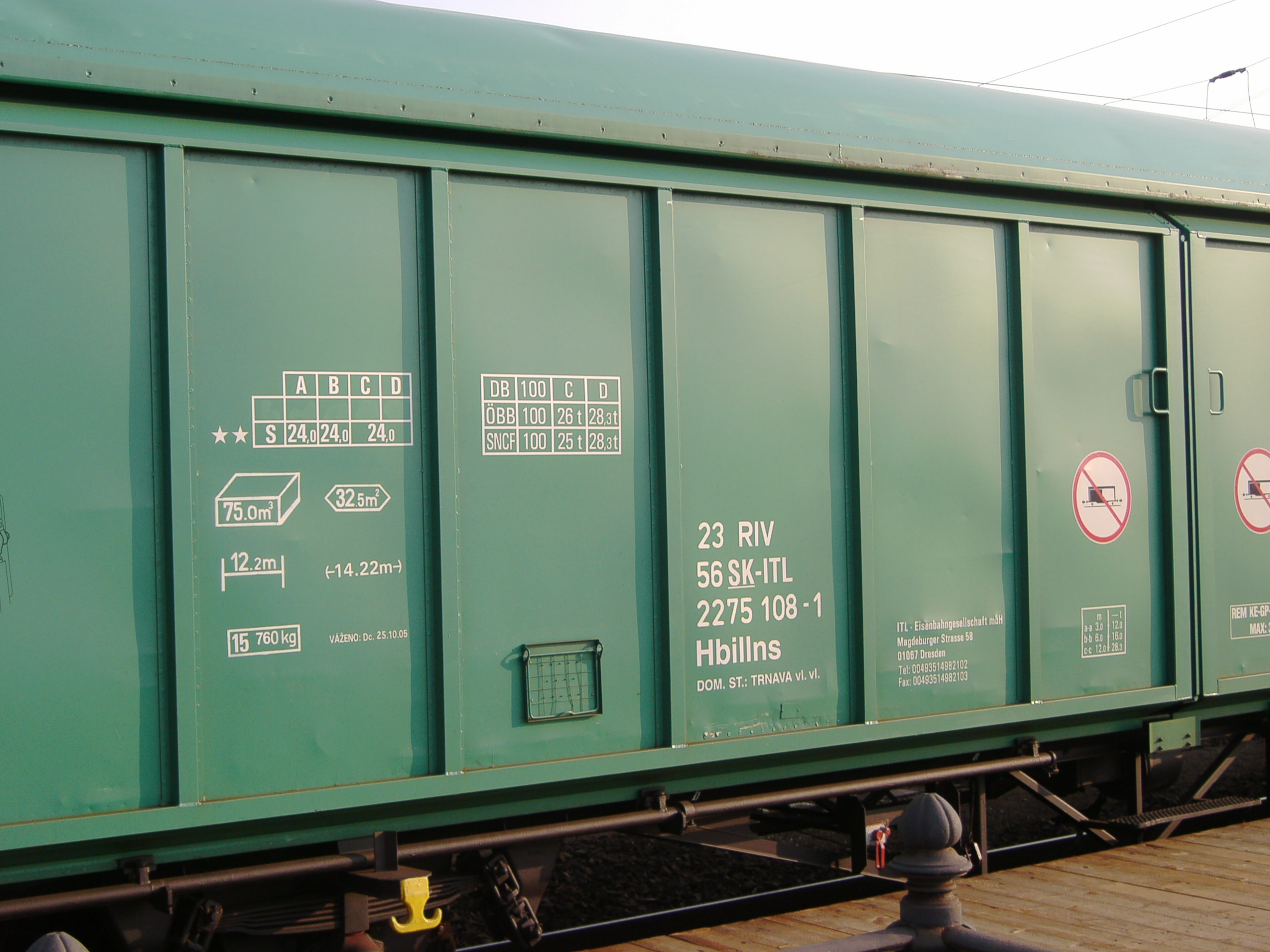
ITL铁路公司带有国家代码56（属斯洛伐克）的Hbbillns型车厢

车厢编号的第五位数字可转译为货运车厢的类别字母。
- 0 = 类别字母T → 可开顶式货车（德语：Wagen mit öffnungsfähigem Dach）
- 1 = 类别字母G → 通用棚车
- 2 = 类别字母H → 特种棚车
- 3 = 类别字母K、O、R → 通用平车
- 4 = 类别字母L、S → 特种平车
- 5 = 类别字母E → 通用敞车
- 6 = 类别字母F → 特种敞车
- 7 = 类别字母Z → 罐车
- 8 = 类别字母I → 保温车
- 9 = 类别字母U → 特种车（德语：Sonderwagen (Güterwagen der Gattung U)）

第六至第八位数字可转译为标记字母。

### 铁路客车类别代码

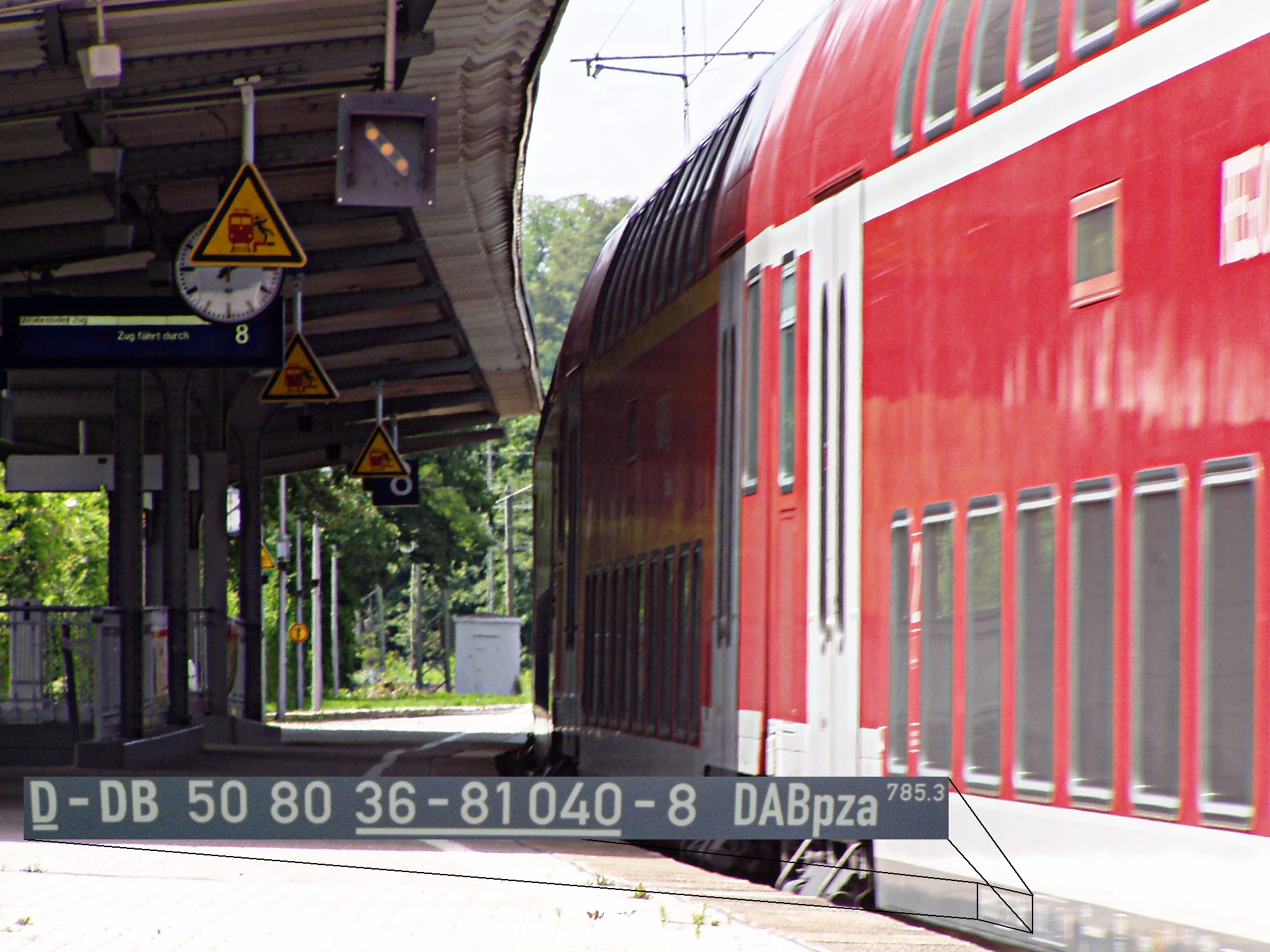
一节DABpza的车厢编号及其显示的位置

车厢编号的第五位数字可转译为客运车厢的类别字母。
- 0 = 邮政及私家车，以及CIWLT（德语：Compagnie Internationale des Wagons-Lits）的软卧车
- 1 = 类别字母A → 一等座车
- 2 = 类别字母B → 二等座车
- 3 = 类别字母AB → 一等/二等座车
- 4 = 类别字母Ac及AcBc → 一等硬卧车及一等/二等硬卧车
- 5 = 类别字母Bc → 二等硬卧车
- 6 = 软卧车及特种车
- 7 = 软卧车及特种车
- 8 = 软卧车及特种车
- 9 = 行李车

车厢编号的第六位数字可转译为车内隔间的数量：
- 0 = 邮政车 - 即00
- 6/7 = 尚未列入WL类别的软卧车及尚未采用国家车队代码的软卧车-即06及07

用于A类车厢：
```
0    10个隔间 - 即10
7     7个隔间 - 即17
8     8个隔间 - 即18
9     9个隔间 - 即19
```

用于B类车厢：
```
0    10个隔间 - 即20
1    11个隔间 - 即21
2    12个隔间 - 即22
7     7个隔间 - 即27
8     8个隔间 - 即28
9     9个隔间 - 即29
```

用于AB类车厢：
```
0    10个隔间 - 即30
1    11个隔间 - 即31
7     7个隔间 - 即37
8     8个隔间 - 即38
9     9个隔间 - 即39
```

车厢编号的第七位数字可转译为最高速度：
- 0至2 = 最高为120 km/h
- 3至6 = 最高为140 km/h
- 7至8 = 最高为160 km/h
- 9 = 大于160 km/h

车厢编号的第八位数字可转译为供暖系统。

## 车型编号
第九至第十一位数字是铁路货车同一型号的顺序编号。单个车厢类别内部将会各自通过相同技术特点定义的车厢型号被分配有1个或多个序列号。
例子：
德国铁路631型货运车厢所使用的车厢编号从21 80 990 3 900-8号开始，并结束于21 80 990 3 914-9号。因此21 80 990 3 914-9号即为这一型号的第15辆车厢。

## 自校验码
为了计算校验码，车厢编号中的单个数字将从右至左交替乘以2及1，然后形成数字和。数字和与下一个10的倍数之差即为自校验码。自校验码会使用一个连字符加在主编码的第十一位数之后。

### 例子
车厢编号：31 81 665 0 286-0
```
 3    1    8    1   6    6   5    0   2   8   6
 乘以
 2    1    2    1   2    1   2    1   2   1   2
 得出
 6    1   16    1  12    6  10    0   4   8  12

 数字和
 6   +1  +1+6  +1 +1+2  +6 +1+0  +0  +4  +8 +1+2 = 40, 
 下一个10的倍数 = 40 → 自校验码 = 0
```

## UIC转译例子
以下为已个UIC铁路货车编号的转译例子：
```
车厢编号 
21 80 990 3 914-9
 
  2 = 交换代码 → 在国际性的跨境运输领域
                  仅适用于
RIV
（
英语
：
）
或RIV及PPW条例
  1 = 交换代码 → 带单轮的铁路自备车及固定轨距
 80 = UIC国家代码 → 德国
  9 = 类别字母 → U
  9 = 根据UIC-438表格 → 2轴
 03 = 根据UIC-438表格 - 标记字母 → ikk
914 = 	在车型中的编号
  9 = 自校验码

计算自校验码
 2  1   8   0   9   9  0  3  9  1   4
 乘以 
 2  1   2   1   2   1  2  1  2  1   2
 得出
 4 +1 +16  +0  +18 +9 +0 +3 +18 +1 +8  
 
数字和
 4 +1 +1+6 +0 +1+8 +9 +0 +3 +1+8 +1 +8 = 51
 
 下一个10的倍数 = 60 → 自校验码 = 9  (60 - 51 = 9)
```

概述：这是一辆带单轮及固定轨距的铁路自备车，在国际性的跨境运输领域适用于RIV或RIV及PPW条例。其原产国是德国，持有者为德国铁路股份公司。它是具有两轴特征的U类特种车、一个平板货台、最高25吨的负载重量，并且是同一车型的第15辆车。
简述：德国铁路股份公司的两轴平车（1951年以前：SSt 111；自1980年起使用的UIC分类为Uikk，631型），载荷25吨，可以在国际运输中使用。